# Il lupo (Maupassant)
Il lupo è un racconto breve scritto da Guy de Maupassant nel 1882, pubblicato dapprima sul quotidiano Le Gaulois il 14 novembre 1882 e inserito l'anno successivo nella raccolta Chiaro di luna (Clair de lune). In Italia fu pubblicato per la prima volta nel 1904.

## Trama
Al termine di una battuta di caccia, gli invitati del barone des Ravels si infervorano nella narrazione di prodezze venatorie. Il marchese d'Arville, l'unico che non ha preso parte alla battuta, racconta allora la storia del trisavolo Jean, che viveva con la famiglia e il fratello minore François nell'avito castello lorenese. Jean e François, possenti nel fisico, non vivevano d'altro che della loro grande passione, la caccia. Nell'inverno del 1764 accade che, a causa delle temperature rigide, i lupi della zona divenissero feroci; presto si sentì parlare di un lupo gigantesco che aveva mangiato due bambini, attaccato persone e ucciso tutti i cani da guardia. La popolazione locale, terrorizzata, non osava più uscire dopo il calar del sole.
I fratelli, determinati a ucciderlo, chiamarono a raccolta i compaesani e cominciarono a dargli la caccia, ma senza successo. Dopo ogni fallimento il lupo sferrava attacchi altrove, e una sera s'inoltrò nella stalla del castello, divorando i due porcellini migliori. I fratelli raddoppiarono gli sforzi finché, individuata finalmente la bestia, le si gettarono all'inseguimento. Jean si spaccò la testa contro un ramo, cadendo esanime al suolo. François, vinto dalla paura e da una profonda inquietudine, caricò il cadavere sul proprio cavallo per rincasare. 
All'improvviso, vide passare il lupo. Convertendo la paura in collera furiosa, lanciò il cavallo a tutta velocità, finché il lupo e François finirono in un avvallamento. In preda all'ira, il giovane mise le mani al collo dell'animale fino a ucciderlo, vendicando il fratello davanti al suo corpo morto. Nel corso del tempo, François soleva ribadire il proprio rammarico, perché Jean non aveva potuto vedere come aveva ucciso il lupo. La vedova di Jean instillò nel figlio l'odio per la caccia, e da allora nessun d'Arville ha più cacciato.

## Critica
Per Mario Bonfantini  il racconto Il lupo si distingue dagli altri della raccolta, «facili bozzetti, vivaci pagine d'occasione più che meditata opera d'arte», «per la mole, l'originalità dell'argomento, e la particolare cura dello stile».